# Канадские поселенцы
«Канадские поселенцы» (англ. The Settlers in Canada) — детский приключенческий роман, 21 по счёту книга английского мореплавателя и писателя Фредерика Марриета, опубликованная впервые в 1844 году. События в произведении происходят в Верхней Канаде 1790-х годов и описывают приключения семьи иммигрантов возле озера Онтарио, их противостояние природе и аборигенам.

## Сюжет
В Англии семейство Кэмпбеллов наследует фамильное поместье. Старший сын поступает в колледж, а второй отправляется на службу на флот. Однажды появляется другой претендент на имущество, который доказывает свои права на него. Кэмпбеллы вынуждены уступить.
Мистер Кэмпбелл продал бизнес, чтобы решить вопросы с поместьем, и теперь денег достаточно лишь для эмиграции в Канаду, чтобы поселиться у озера Онтарио. Проблема сплотила членов семьи, трудящихся на благо развития своей фермы, сражаясь с плохой погодой, враждебными индейцами и лесными пожарами. Им помогает эксцентричный, но услужливый охотник Малаки Боун, и они приветствуют новых иммигрантов на своей ферме.
Наконец, приходит письмо с сообщением о смерти родственника, владельца поместья. Поместье вновь переходит в управление Кэмпбеллов. Мистер и миссис Кэмпбелл возвращаются в Англию, а их дети идут каждый своим путём.

## Создание и публикации
Марриет написал этот роман после успеха предыдущего «Крушение „Великого океана“» (1841). Автор посетил Канаду в 1837 году и приобрёл несколько сотен акров земли у Великих озёр, где поместил основные события своего романа.
Тематика романа близка произведениям Джеймса Фенимора Купера и соединяет приключения с колониальной пасторалью. Тяготы первопроходчества и борьбы с туземцами превращают Кэмпбеллов в успешных иммигрантов, перенявших частично навыки коренных жителей.
В романе (8 глава) впервые используется фразеологизм «paddle your own canoe» (дословно «греби в своём каноэ» в значении «рассчитывай только на себя»).

### Переводы на русский язык
- Ф. Марріэтъ. Гремучая змѣя, индѣйскій вождь. Повѣсть изъ жизни переселенцевъ в Канадеѣ / перевод с англ. под редакцией Н. А. Митькова. — Гремучая змѣя, индѣйскій вождь. — М.: Ізданіе І. Кнебель, 1912. — 92 с.
- Капитан Марріэт. Канадскіе поселенцы / перевод А. Энквист. — СПб.: Издательство П.П. Сойкина, 1912. — 166 с. — (Полное собраніе сочиненій капитана Марріэта).